# 아서 에번스

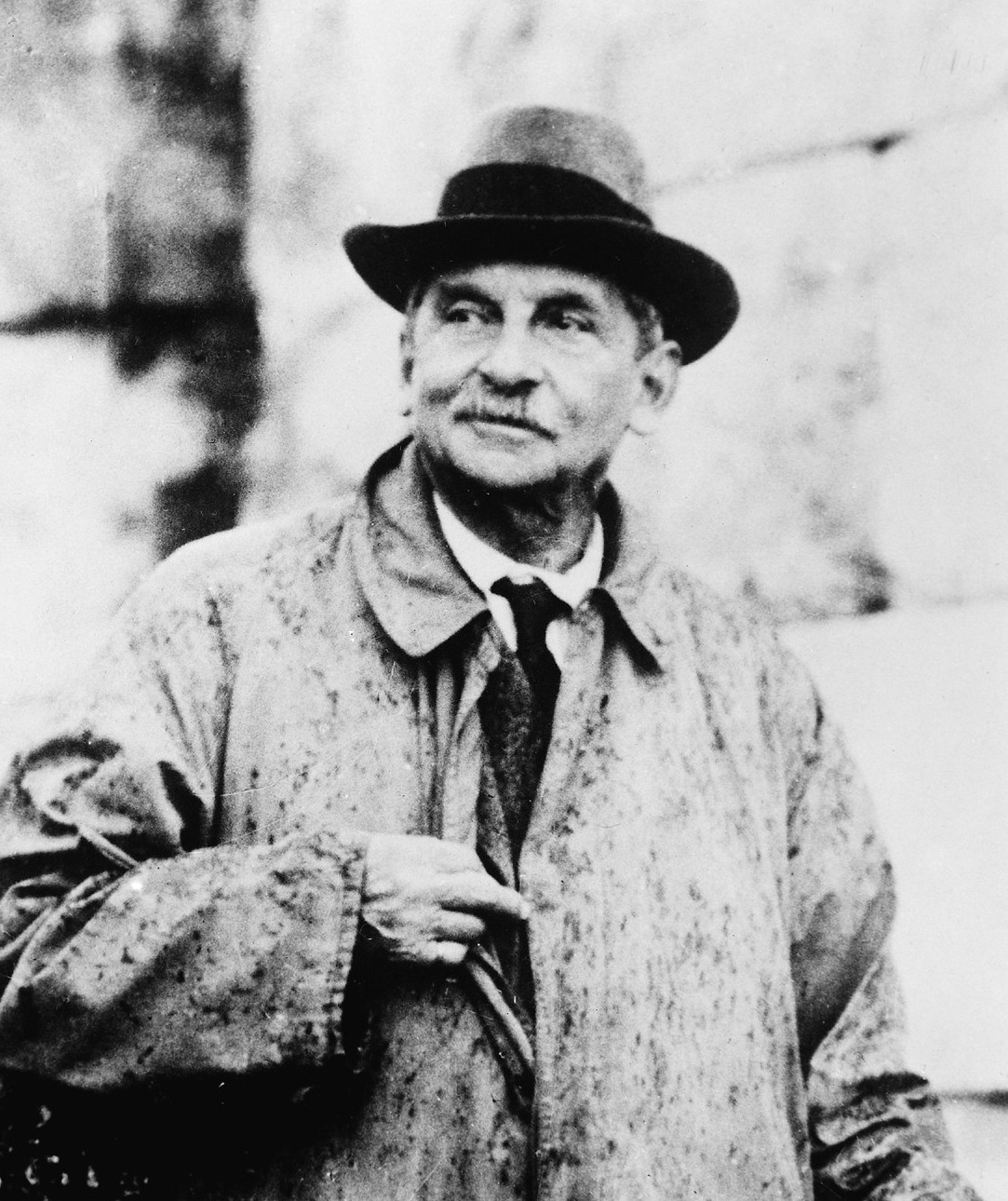
아서 에번스

아서 에번스 경(Sir Arthur John Evans, FRS, 1851년 7월 8일~1941년 7월 11일)은 영국의 고고학자이다. 크레타에서 크노소스의 왕궁을 발굴한 것으로 유명하다.

## 생애
고고학자 조지 에번스의 아들로, 옥스퍼드 대학교와 괴팅겐 대학교 등지에서 공부했으며 1884년부터 1908년까지 모교 옥스퍼드 대학교의 애슈몰린 박물관 관장(Keeper)으로 재직했다. 1898년 크노소스 왕궁을 발굴하기 시작한 그는 이후 35년 동안 그곳에 머물며 왕궁과 그곳 벽에 그려진 벽화를 복원했다.
고고학에서의 공로를 인정받아 1911년 기사작위(Knight Bachelor)를 받았다.

## 같이 보기
- 에게 문명